# Cuenta conmigo (película)
Cuenta conmigo (Stand by Me, en su título original) es una película dramática estadounidense de 1986 sobre el paso a la vida adulta dirigida por Rob Reiner. Basada en la novela corta de Stephen King de 1982, The Body, cuyo título deriva de la canción del mismo nombre de Ben E. King, la película está ambientada en la ciudad ficticia de Castle Rock, Oregón, en 1959, y está protagonizada por Wil Wheaton, River Phoenix, Corey Feldman y Jerry O'Connell (en su debut cinematográfico), como cuatro niños que van de excursión para encontrar el cadáver de un niño desaparecido.
Stand by Me recibió elogios de la crítica tras su lanzamiento y fue nominada a un Premio Óscar al mejor guion adaptado y a dos Globos de Oro: uno a la mejor película dramática y otro al mejor director. Muchos la consideran una de las películas más influyentes de la década de 1980, así como una de las mejores películas de todos los tiempos.

## Argumento
En 1985, el escritor Gordon «Gordie» Lachance lee un artículo de periódico sobre un apuñalamiento fatal. Recuerda un incidente de cuando tenía 12 años cuando él, su mejor amigo Chris Chambers y otros dos amigos, Teddy Duchamp y Vern Tessio, fueron a buscar el cuerpo de un niño desaparecido llamado Ray Brower cerca de la ciudad de Castle Rock, Oregón, durante el fin de semana del Día del Trabajo en 1959. Cuando era niño, los padres de Gordie lo ignoraban en gran medida mientras lloraban la muerte de su hijo mayor, Denny. A diferencia de sus padres, Denny le prestaba más atención a Gordie.
Vern escucha a su hermano mayor, Billy, hablar con su amigo Charlie sobre la búsqueda del cuerpo. Billy no quiere informar a la policía porque podría llamar la atención sobre un robo de auto que él y Charlie cometieron. Cuando Vern les cuenta a sus amigos sobre el cuerpo, los cuatro niños, con la esperanza de convertirse en héroes locales, deciden buscarlo. Después de que Chris roba la pistola de su padre, él y Gordie se topan con los matones locales «Ace» Merrill y el hermano mayor de Chris, «Eyeball». Ace amenaza a Chris con un cigarrillo encendido y le roba la gorra de los Yankees a Gordie, que fue un regalo de Denny.
Los chicos comienzan su viaje. Después de detenerse en un depósito de chatarra para buscar agua, el propietario Milo Pressman y su perro, Chopper, los sorprenden invadiendo la propiedad. Una vez que escapan por una valla, Milo llama «loco» al padre veterano y enfermo mental de Teddy y se refiere a cómo casi le quema la oreja a Teddy. Teddy enfurecido intenta atacar a Milo, pero los otros chicos lo detienen. Los cuatro continúan su caminata y Chris anima a Gordie a desarrollar su potencial como escritor a pesar de la desaprobación de su padre. Mientras cruzan un puente ferroviario, Gordie y Vern evitan por poco ser asesinados por un tren que se acerca saltando de las vías. Por la noche, mientras los niños acampan, Gordie cuenta una historia ficticia que creó sobre «David 'Lard-Ass' Hogan», un niño obeso que es constantemente intimidado. Buscando venganza, se bebe una botella de aceite de ricino antes de participar en un concurso de comer pasteles y vomita deliberadamente, provocando vómitos masivos entre todos los presentes.
Esa noche, Chris se queja con Gordie de que odia que lo asocien con la reputación de su familia. Admite haber robado el dinero de la leche de la escuela y dice que se lo confesó a un maestro, pero aun así fue suspendido porque el maestro guardó silencio y se embolsó el dinero. Devastado por la traición del maestro, Chris se derrumba y llora.
Al día siguiente, los niños atraviesan un pantano y lo descubren lleno de sanguijuelas. Gordie se desmaya después de quitarse una sanguijuela adherida a sus genitales. Después de más caminatas, los niños localizan el cuerpo. El descubrimiento traumatiza a Gordie, quien le pregunta a Chris por qué Denny tuvo que morir y llora porque su padre lo odia. Chris consuela a Gordie y afirma que su padre simplemente no lo conoce.
Ace y su pandilla llegan para reclamar el cuerpo y amenazan con lastimar a los niños si se quedan. Cuando Chris se niega a dar marcha atrás, Ace saca una navaja. Gordie toma el arma, dispara un tiro de advertencia y se para junto a Chris mientras apunta con el arma a Ace. Ace exige el arma, pero Gordie se niega mientras lo insulta y amenaza. Ace y su pandilla juran venganza y se van. Los chicos deciden que explotar la muerte de Brower estaría mal y, en cambio, lo informan mediante una llamada telefónica anónima. Regresan a Castle Rock y se separan.
En la actualidad, Gordie está terminando una memoria de la experiencia. Observa que Vern y Teddy se separaron de él y de Chris en la secundaria. Vern se casó después de la secundaria, tuvo cuatro hijos y se convirtió en operador de montacargas. Teddy intentó ingresar al ejército, pero su oído dañado y su mala vista lo descalificaron. Terminó cumpliendo pena de cárcel y realizando trabajos ocasionales. Chris tomó cursos de preparación universitaria con Gordie y, a pesar de tener dificultades, más tarde se convirtió en abogado, y los dos finalmente se distanciaron. Recientemente, mientras intentaba detener una pelea en un restaurante, Chris fue asesinado a puñaladas. Gordie escribe que a pesar de no haber visto a Chris en más de una década, lo extrañará para siempre. Termina su historia con «Nunca tuve amigos como los que tenía cuando tenía doce años. Dios, ¿alguien los tiene?» antes de salir a jugar con sus hijos.

## Reparto
| Actor              | Personaje                             |
| ------------------ | ------------------------------------- |
| Wil Wheaton        | Gordie Lachance                       |
| River Phoenix      | Chris Chambers                        |
| Corey Feldman      | Teddy Duchamp                         |
| Jerry O'Connell    | Vern Tessio                           |
| Kiefer Sutherland  | Ace Merrill                           |
| Casey Siemaszko    | Billy Tessio                          |
| Gary Riley         | Charlie Hogan                         |
| Bradley Gregg      | Eyeball Chambers                      |
| Jason Oliver       | Vince Desjardins                      |
| Marshall Bell      | Sr. Lachance                          |
| Frances Lee McCain | Sra. Lachance                         |
| Bruce Kirby        | Sr. Quidacioluo                       |
| William Bronder    | Milo Pressman                         |
| Scott Beach        | Alcalde Grundy                        |
| Richard Dreyfuss   | El escritor, narrador / Gordie adulto |
| John Cusack        | Denny Lachance                        |
| Kent W. Luttrell   | Ray Brower                            |

## Recepción
La película recibió una buena respuesta por parte de la crítica cinematográfica, obteniendo un 94% de comentarios "frescos" en el sitio web Rotten Tomatoes. César Santos Fontenla del periódico español ABC sostuvo que la cinta es "en su solo aparente sencillez, un verdadero prodigio de eficacia narrativa, un asombroso retrato de unos seres vivos pertenecientes a un grupo de edad que, por lo general, el cine suele tratar con escasa fortuna y menor respeto".
Siendo considerada como una película de culto, la revista británica Empire la ubicó en el puesto número 70 de «las 500 mejores películas de todos los tiempos». También fue incluida en el libro 1001 películas que hay que ver antes de morir.
En 2021, Wil Wheaton reveló que sufrió abusos y presiones de sus padres para obligarlo a actuar. En 2022, el actor Jerry O´Connell le pidió disculpas por no haber notado durante la producción por lo que estaba pasando. Wheaton aceptó sus disculpas y respondió: "Tenías 11 años. ¿Cómo podrías haberlo sabido? Además, todos en la audiencia que son sobrevivientes de un trauma saben esto: somos muy, muy, muy buenos para encubrir por lo que estamos pasando."

## Premios y nominaciones
Tras su estreno, Cuenta conmigo obtuvo diversos premios y nominaciones:
| Año  | Premio                              | Categoría                                           | Receptor(es)                                                | Resultado |
| ---- | ----------------------------------- | --------------------------------------------------- | ----------------------------------------------------------- | --------- |
| 1988 | Japan Academy Prize                 | Mejor película extranjera                           |                                                             | Nominada  |
| 1988 | BMI Film & TV Awards                | Canción más tocada de una película                  | Ben E. King (por la canción "Stand By Me")                  | Ganador   |
| 1988 | Kinema Junpo Awards                 | Readers' Choice Award: Mejor película extranjera    | Rob Reiner                                                  | Ganador   |
| 1987 | Premios Óscar                       | Mejor guion adaptado                                | Raynold Gideon y Bruce A. Evans                             | Nominados |
| 1987 | Premios Globo de Oro                | Mejor director                                      | Rob Reiner                                                  | Nominado  |
| 1987 | Premios Globo de Oro                | Mejor película dramática                            |                                                             | Nominada  |
| 1987 | Premios Independent Spirit          | Mejor director                                      | Rob Reiner                                                  | Nominado  |
| 1987 | Premios Independent Spirit          | Mejor película                                      | Andrew Scheinman, Raynold Gideon y Bruce A. Evans           | Nominados |
| 1987 | Premios Independent Spirit          | Mejor guion                                         | Raynold Gideon y Bruce A. Evans                             | Nominados |
| 1987 | Premios WGA                         | Mejor guion adaptado                                | Raynold Gideon y Bruce A. Evans                             | Nominados |
| 1987 | Premios Young Artist                | Premio Jackie Coogan                                | Wil Wheaton, River Phoenix, Corey Feldman y Jerry O'Connell | Ganadores |
| 1987 | Casting Society of America          | Premio Artios: Mejor casting para película de drama | Jane Jenkins y Janet Hirshenson                             | Nominados |
| 1987 | Premios del Sindicato de Directores | Mejor dirección (cine)                              | Rob Reiner                                                  | Nominado  |